# Cumulopuntia corotilla
Cumulopuntia corotilla, conocida comúnmente como corotilla, es una especie de planta suculenta perteneciente al género Cumulopuntia, dentro de la familia Cactaceae. Es endémica del sur de Perú. 

## Descripción
Cumulopuntia corotilla es una especie de cactus de crecimiento bajo que a menudo se ramifica lateralmente y forma cojines o montículos densos (a veces laxos) de hasta 20 cm de alto y 40 cm de diámetro.

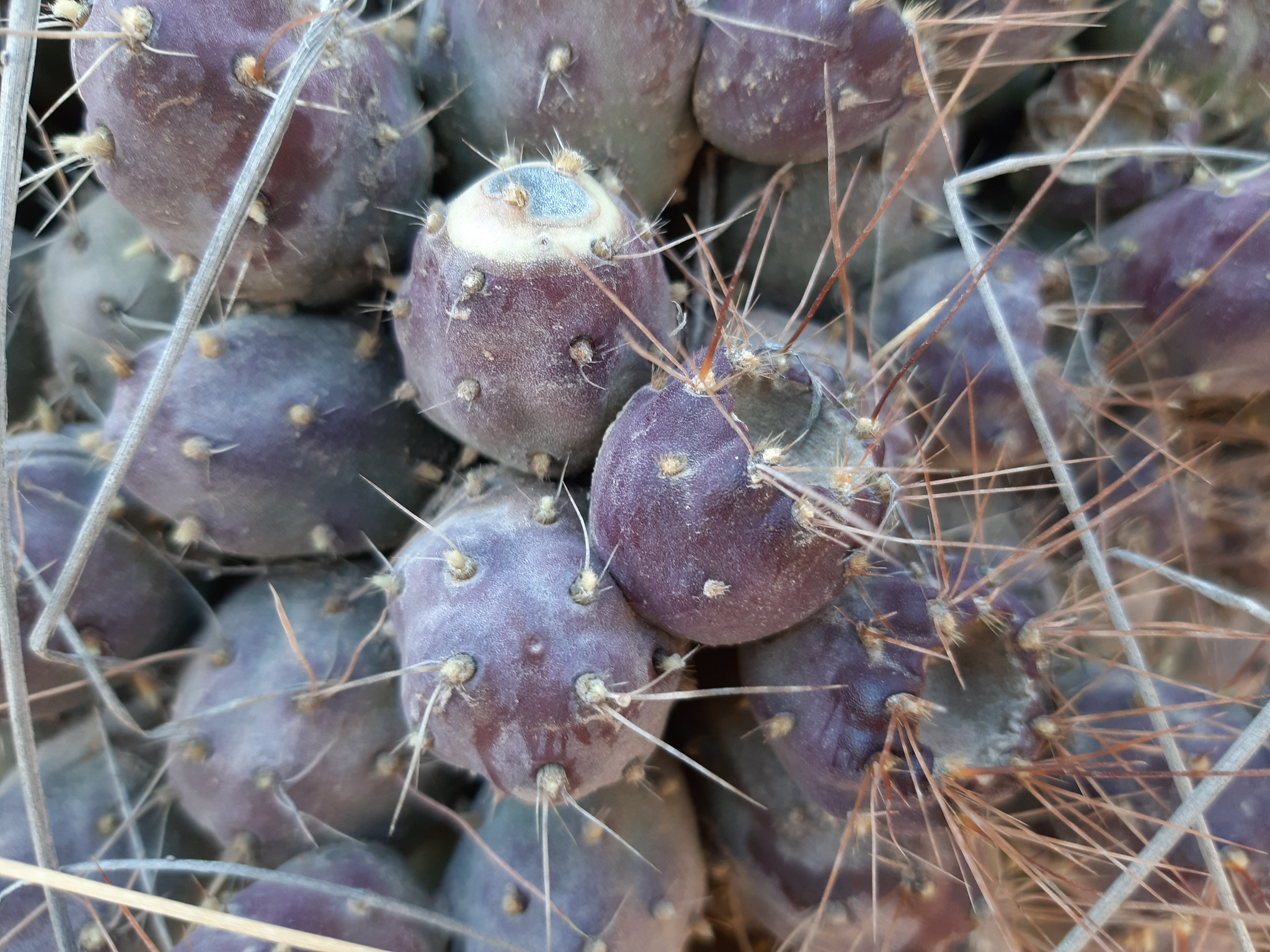
Detalle de los segmentos esféricos y las espinas

Las tallos son articulados y están formados por segmentos frágiles, de forma casi esférica a ligeramente alargada. Están sutilmente tuberculados, miden de 3,1 a 5,5 cm de largo y de 1,6 a 4,1 cm de diámetro. Tienen la epidermis de color verde oscuro, aunque se puede tornar rojizo-violácea y su raíz es de tipo napiforme. Las hojas son diminutas, suelen ser cilíndricas y se caen prematuramente.
Sobre los tallos se asientan de 21 a 33 areolas circulares por segmento, de 1,5 a 5,8 mm de diámetro y distanciadas unas de otras de 6,6 a 13 mm. Contienen gloquidios amarillos de 3,5 a 7 mm de largo y pelos amarillentos o blanquecinos.
El número de espinas es variable, llegando a tener hasta 10 por areola, aunque a veces pueden estar ausentes. Inicialmente son de color parduzco, pero con el tiempo se tornan grises. Generalmente son rectas, a veces curvadas y miden de 0,5 a 8 cm de longitud. Normalmente aparecen en las areolas más superiores.

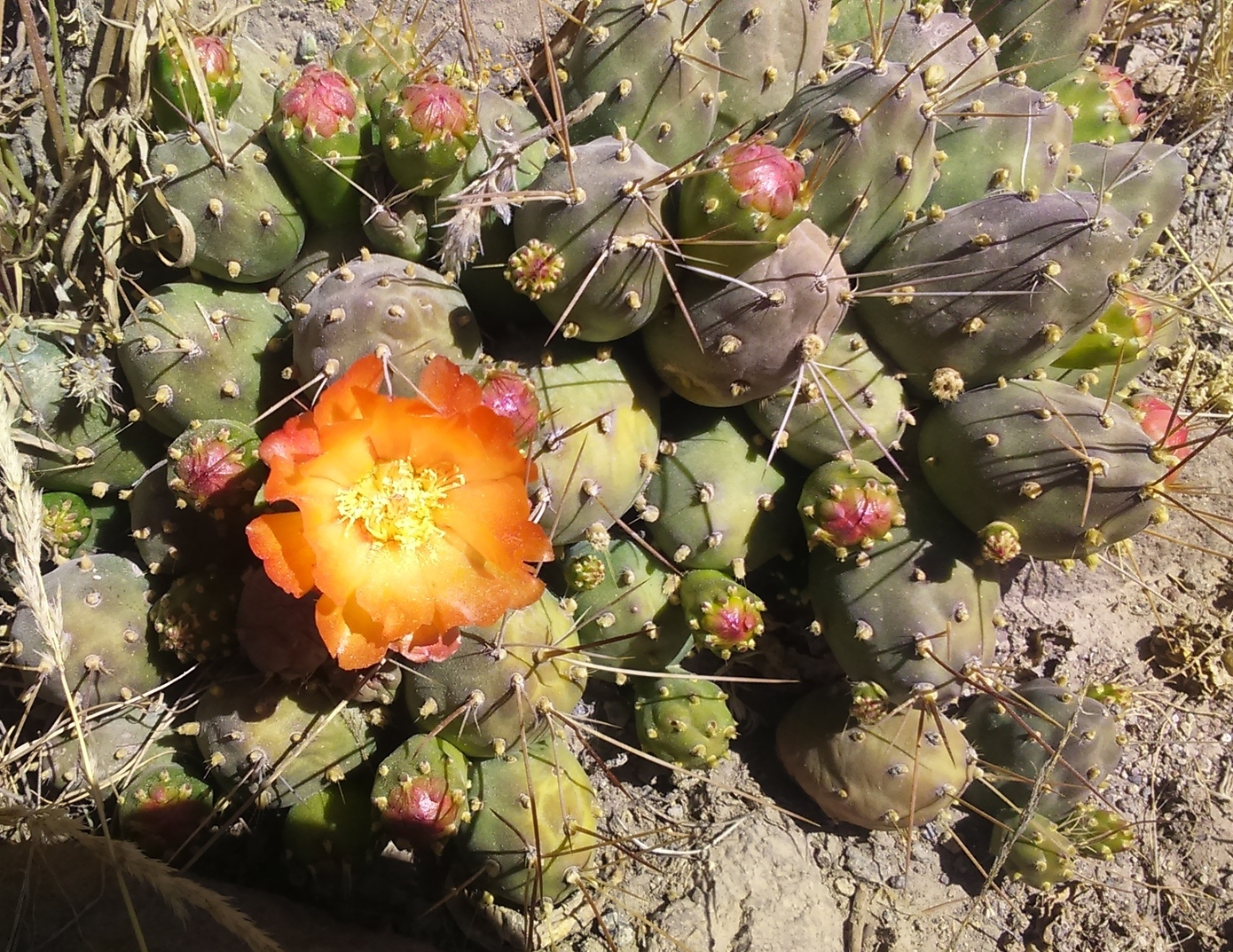
Detalle de la flor

Las flores aparecen de 1 a 2 en los ápices de los tallos, son diurnas y actinomorfas. Miden de 2,9 a 5,2 cm de diámetro y tienen el pericarpelo de color verde oscuro y rojizo violáceo. Presentan areolas con hasta 4 espinas apicales, de color parduzco y de 0,5 a 1,9 cm de largo. Los tépalos son de color amarillo pálido y se tornan blanco cremosos o rosado cuando se marchitan. El androceo está formado por estambres sensitivos con anteras de color amarillo. El gineceo tiene el ovario blanquecino-verdoso y los estigmas amarillentos.

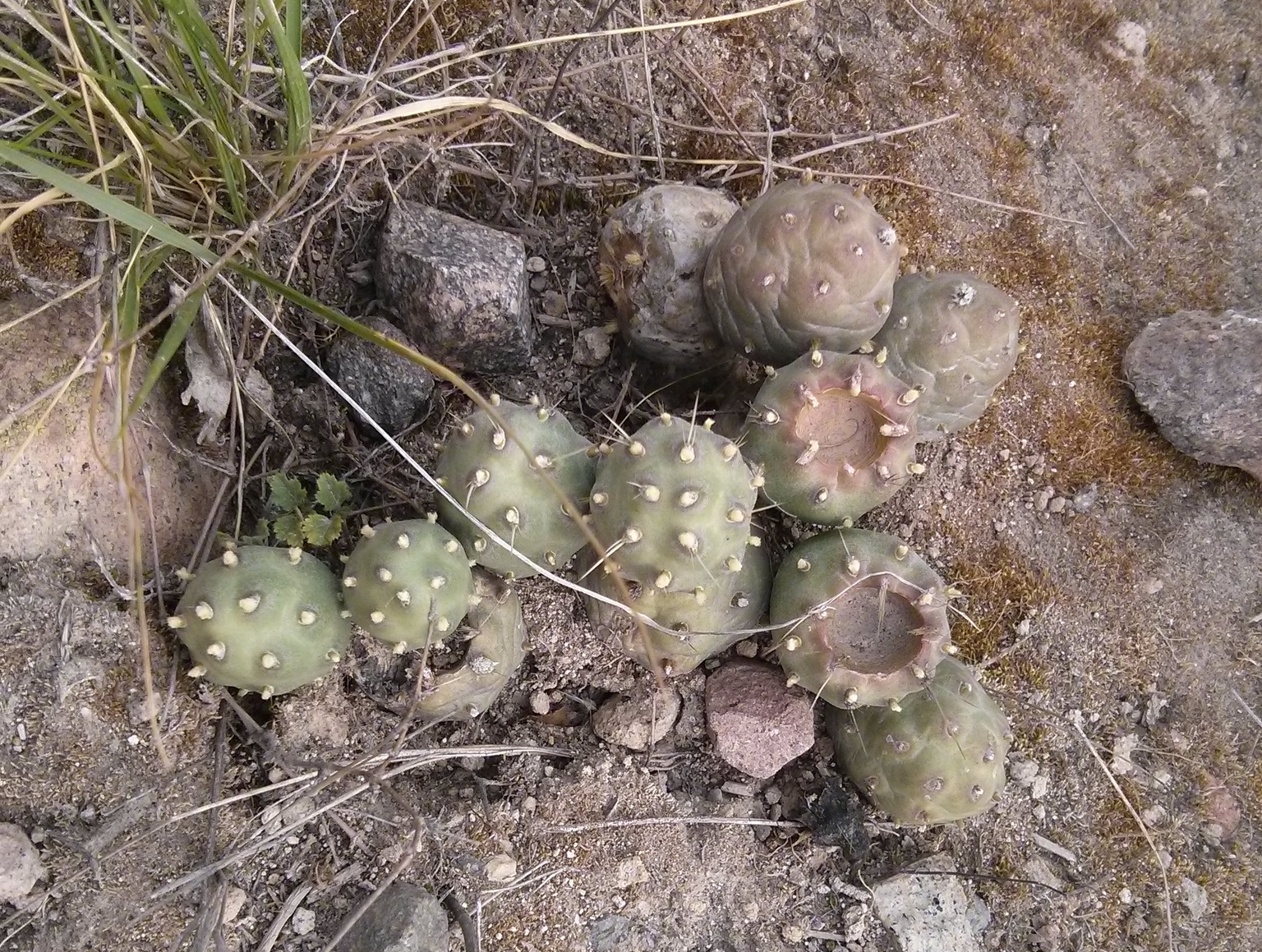
Pequeña planta en crecimiento

El fruto es globoso o subgloboso y de color rojizo en la madurez. Mide de 1,3 a 3,3 cm de diámetro y presenta de 20 a 32 areolas con pelos amarillentos a grises y gloquidios amarillentos. Hacia el ápice, cada areola presenta hasta 8 espinas rectas, inicialmente pardas, más tarde grises, de 0,9 a 4,6 cm de largo. En su interior contiene de 8 a 63 semillas globosas y de color crema. Son lisas, sin brillo y miden de 3,5 a 5 mm de largo, con una faja funicular de 0,50 a 0,9 mm de ancho.

## Distribución y hábitat

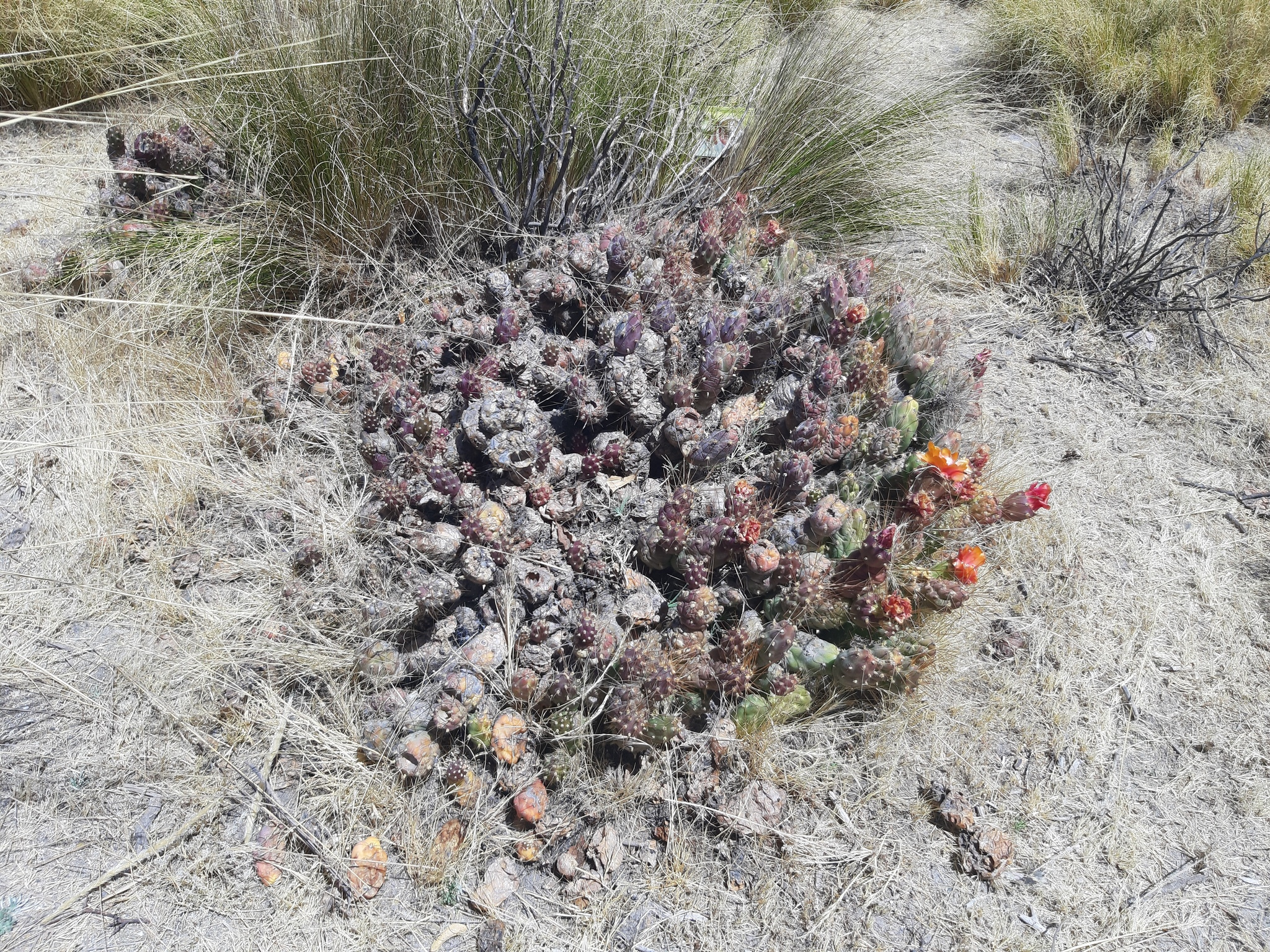
Planta en su hábitat

El área de distribución nativa de esta especie es el sur de Perú, estando muy extendida en el departamento peruano de Arequipa. Crece principalmente en biomas desérticos o de matorral seco, a altitudes de 3000 a 3820 metros sobre el nivel del mar.
Se desarrolla escasamente en suelos abiertos y es más abundante en pastizales. Se asocia con plantas como Jarava ichu, Junellia juniperina y plantas anuales como Olsynium junceum o Mostacillastrum gracile.

## Ecología
Cumulopuntia corotilla florece en época seca, entre los meses de agosto a octubre y fructifica en los meses de noviembre a febrero. Sus flores son polinizadas por himenópteros (avispas) y coleópteros (escarabajos).

## Taxonomía
La primera descripción de esta especie fue como Opuntia corotilla, publicada en 1913 por los botánicos alemanes Karl Moritz Schumann y Friedrich Karl Johann Vaupel, en la revista científica Botanische Jahrbücher für Systematik, Pflanzengeschichte und Pflanzengeographie 111: 28.
Posteriormente, el botánico estadounidense Edward Frederick Anderson colocó la especie en el género Cumulopuntia, pasando a llamarse Cumulopuntia corotilla y anotando estos cambios en la revista científica Cactus and Succulent Journal 71: 324, en 1999.
Etimología
- Cumulopuntia: nombre genérico formado por dos palabras: el sustantivo latino cumulus (que significa 'cúmulo', 'montón' o 'masa amontonada') y el género Opuntia, (con el que el género tiene similitudes), haciendo referencia al crecimiento de la planta en forma de montones de tallos apilados.
- corotilla: epíteto específico que hace referencia al nombre común nativo de la especie.[7]

## Usos
Se cultiva principalmente como planta ornamental y su propagación se realiza a través de esquejes o semillas.